# St. Sylvester (Emmingen-Liptingen)

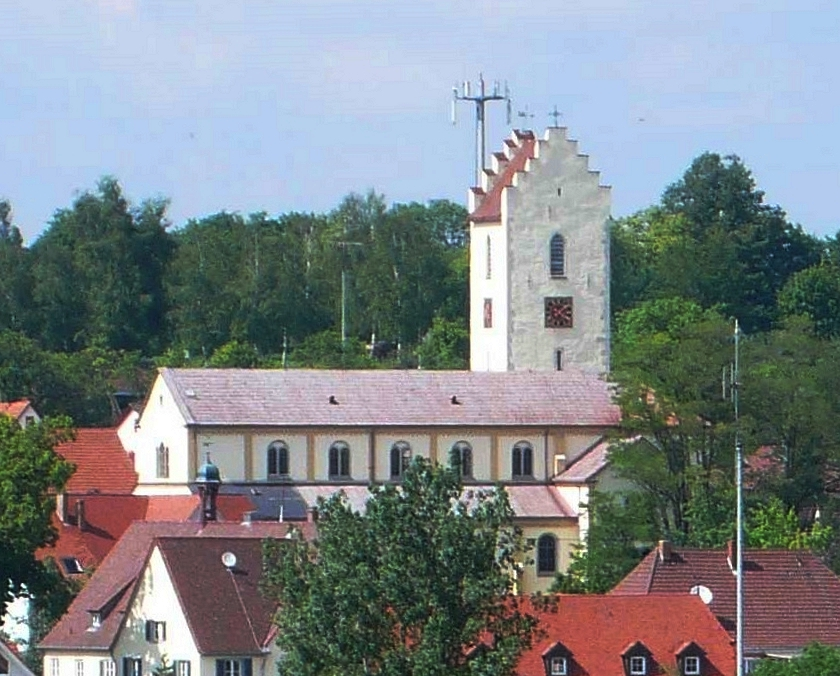
St. Sylvester

St. Sylvester ist die römisch-katholische Pfarrkirche im Ortsteil Emmingen der Gemeinde Emmingen-Liptingen im Landkreis Tuttlingen (Baden-Württemberg).

## Geschichte
Die erste Erwähnung der Pfarrei findet sich im Zinsverzeichnis der Diözese Konstanz aus dem Jahr 1275. Ein Vorgängerbau der heutigen Kirche St. Sylvester wurde im Jahr 1566 errichtet; dieser wurde in den Jahren 1841/42 durch die neuromanische Basilika im Weinbrennerstil nach Plänen des Bauinspektors Johann Martin ersetzt, weil die alte Kirche für die Gemeinde zu klein geworden war. Dabei blieb aber ein Turm aus dem Jahr 1584 erhalten.
1902 wurde die Kirche durch die Gebrüder Mezger aus Überlingen ausgemalt.
1987 wurde die Kirche in Anlehnung an die farbliche Gestaltung aus dem 19. Jahrhundert durch den Restaurator Richard Harzenetter und die Malerfirma Fritz Schmitz ausgemalt. 1988 erfolgte eine Restaurierung von Altären, Orgel und Chorgestühl.

## Ausstattung

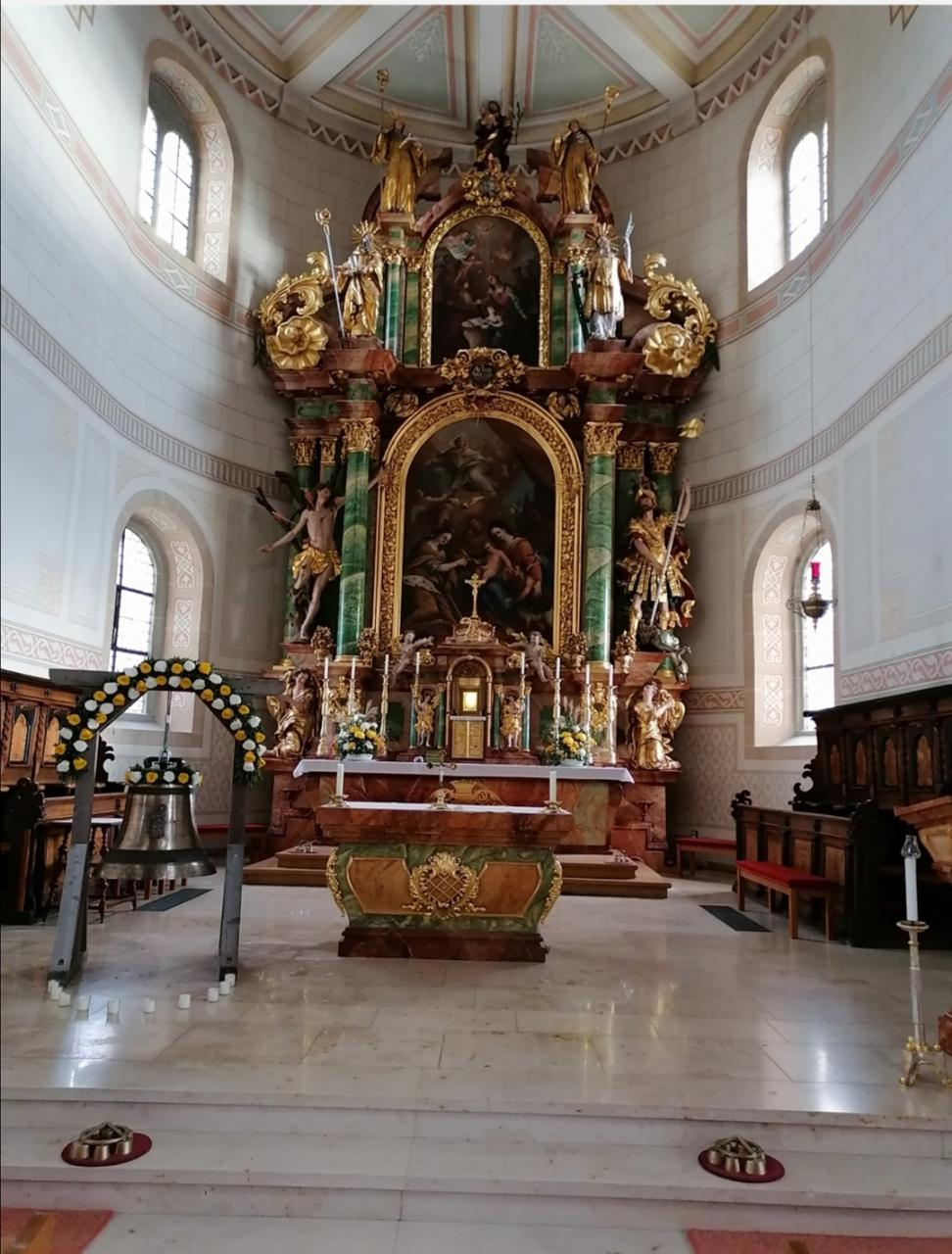
Hauptaltar

Der Hauptaltar, wie auch zwei Seitenaltäre ein Geschenk des Patronatsherrn Karl Egon II. zu Fürstenberg, stammt aus dem Kloster Amtenhausen. Mit 60 Fuhrwerken wurden die drei Altäre in die neue Kirche überführt, nachdem man sie so eilig und unsachgemäß abgebaut hatte, dass etliche Teile beschädigt wurden. Auch vergaß man beim Abbau des Hauptaltars, einen Plan desselben anzufertigen. Dieser Altar, der zufällig in den Chor von St. Sylvester passte, wurde innerhalb von sieben Tagen dort wieder aufgebaut. Er war im Zuge der Barockisierung der Klosterkirche unter Michael Thumb von Johann Pöllandt geschaffen worden und zählt zu dessen reifsten Werken. Neben dem unteren Säulenpaar des Hauptteils sind die beiden Hauptfiguren zu sehen: St. Sebastian als Patron und Wappenheiliger des Klosters Amtenhausen und St. Georg als Patron und Namensheiliger des einstigen Benediktinerklosters St. Georgen im Schwarzwald. Auffällig ist, dass Sebastian nicht wie üblich stehend, sondern in Bewegung dargestellt ist, als wolle er vor den Pfeilen fliehen, die ihn schon getroffen haben. Zu Füßen der beiden Hauptfiguren befindet sich jeweils ein kniender Engel. Das innere Säulenpaar wird von einer Figur des heiligen Benedikt mit Buch und Abtstab und einer Darstellung des Diakons Laurentius mit Rost und Marterpalme gekrönt. Den Abschluss bilden die Figuren der Scholastika mit Äbtissinnenstab und der Lioba als Vorsteherin der deutschen Ordensprovinz. Zwischen diesen beiden Figuren ist Joseph mit dem Jesuskind und der Lilie zu sehen. Das ursprüngliche Altarbild wurde 1745 durch ein Gemälde von Johann Georg Lederer ersetzt. Dieses zeigt Maria mit dem Kind, das einer Jungfrau – vermutlich der heiligen Katharina – einen Ring an den Finger steckt. Über dieser Szene schwebt Gottvater mit dem Heiligen Geist und Engeln. Das Bild besitzt einen breiten barocken Rahmen, auf dem Hände, Füße und Herz des Gekreuzigten plastisch dargestellt sind. Darüber befindet sich ein kleineres Bild, das Joachim, Anna und Maria zeigt.
Der rechte Seitenaltar ist St. Georg geweiht. Links steht Katharina mit der Strahlenkrone, rechts Barbara mit Krone, Schwert und Turm. Über dem Altarblatt befindet sich ein kleines Sebastiansbild. Im Giebel ist das Herz Jesu, umgeben von Rankenwerk, dargestellt, links davon die büßende Magdalena, rechts die heilige Agatha. Das Bild auf der Predella stammt aus der Renaissance. Es stellt Jesus und seine Jünger am Tisch sitzend dar, während Diener Speisen auftragen. Das Antependium des rechten Seitenaltars trägt die Initialen der Maria Gertrudis Schwarz, die die zweitletzte Äbtissin von Amtenhausen war.
Das Bild des linken Seitenaltars zeigt die Immaculata samt Engeln, die ihr Lilien und ein goldenes Vlies darbieten. Es wird von den Figuren des Joachim und der Maria auf der linken Seite und der Anna mit Maria auf der rechten Seite flankiert. Ferner sind auf diesem Altar die Päpste St. Fabian und St. Gregor dargestellt.
Auch das Chorgitter und das Chorgestühl stammen aus Amtenhausen.
Eine barocke Kreuzigungsgruppe an der nördlichen Seitenwand der Kirche gehört ebenfalls zu den Geschenken des Patronatsherrn an die Pfarrei. Sie bildete ursprünglich das Hauptstück des Altars der Hofkapelle im Schloss Meßkirch. Ihr Schöpfer war der Riedlinger Bildhauer Johann Joseph Christian, der sie um 1738 aus Lindenholz schnitzte und in Polierweiß fasste. Maria und Johannes stehen trauernd neben dem Kreuz, am Boden liegen ein Totenschädel und Knochen.
Im Chorbogen hängt ein Kruzifix, das der Bildhauer Andreas Keller aus Emmingen im Jahr 1774 schuf.
Das Taufbecken der Kirche stammt ebenfalls aus der Barockzeit. Es ist mit einer Figur des auferstandenen Christus geschmückt und kelchförmig.

## Orgel
Die Orgel geht zurück auf ein Instrument des Orgelbauers Martin Braun aus den Jahren 1842–1844. Das heutige Instrument wurde 2003 von der Orgelbaufirma Stehle in dem historischen Gehäuse der Braun-Orgel errichtet. Es hat 23 Register auf zwei Manualen und Pedal. Die Spieltraktur ist mechanisch, die Registertraktur elektrisch. Einige Register der historischen Braun-Orgel von 1844 wurden wiederverwendet.
| I Hauptwerk C–g3 |            |       |     |
| 1.               | Bourdon    | 16′   |     |
| 2.               | Prinzipal  | 8′    | (H) |
| 3.               | Flöte      | 8′    |     |
| 4.               | Gamba      | 8′    | (H) |
| 5.               | Oktave     | 4′    | (H) |
| 6.               | Blockflöte | 4′    |     |
| 7.               | Quinte     | 2 ⁄3′ |     |
| 8.               | Oktave     | 2′    |     |
| 9.               | Mixtur IV  | 2′    | (H) |
| 10.              | Trompete   | 8′    |     |

| II Schwellwerk C–g3 |                |       |     |
| 11.                 | Gedeckt        | 8′    |     |
| 12.                 | Salicional     | 8′    |     |
| 13.                 | Principal      | 4′    | (H) |
| 14.                 | Flöt Travers   | 4′    |     |
| 15.                 | Waldflöte      | 2′    |     |
| 16.                 | Sesquialter II | 2 ⁄3′ |     |
| 17.                 | Scharff III    | 1′    | (H) |
| 18.                 | Oboe           | 8′    |     |
|                     | Tremulant      |       |     |

| Pedalwerk C–f1 |            |     |     |
| 19.            | Violonbass | 16′ |     |
| 20.            | Subbass    | 16′ |     |
| 21.            | Oktavbass  | 8′  | (H) |
| 22.            | Flötbass   | 8′  |     |
| 23.            | Fagottbass | 16′ |     |

- Koppeln: II/I, I/P, II/P
- Anmerkung

(H) = Historisches Register on 1844 aus der Orgel von Martin Braun